# Max Riemelt
Max Riemelt, né le 7 janvier 1984 à Berlin-Est dans l'ex-RDA, est un acteur allemand.

## Biographie
Il naît et grandit à Berlin-Est en Allemagne, en RDA. Ses parents, Gunnar et Judith Riemelt, sont graphistes. Il a un jeune frère prénommé Lukas Riemelt, qui est aussi acteur.
Il n'a pas fait d'études pour devenir acteur. Il fait ses débuts à l'âge de onze ans en intégrant la troupe de théâtre de son école et en se produisant sur la scène du théâtre pour enfants dirigé par un parent.
Max Riemelt vit à Berlin.

## Carrière

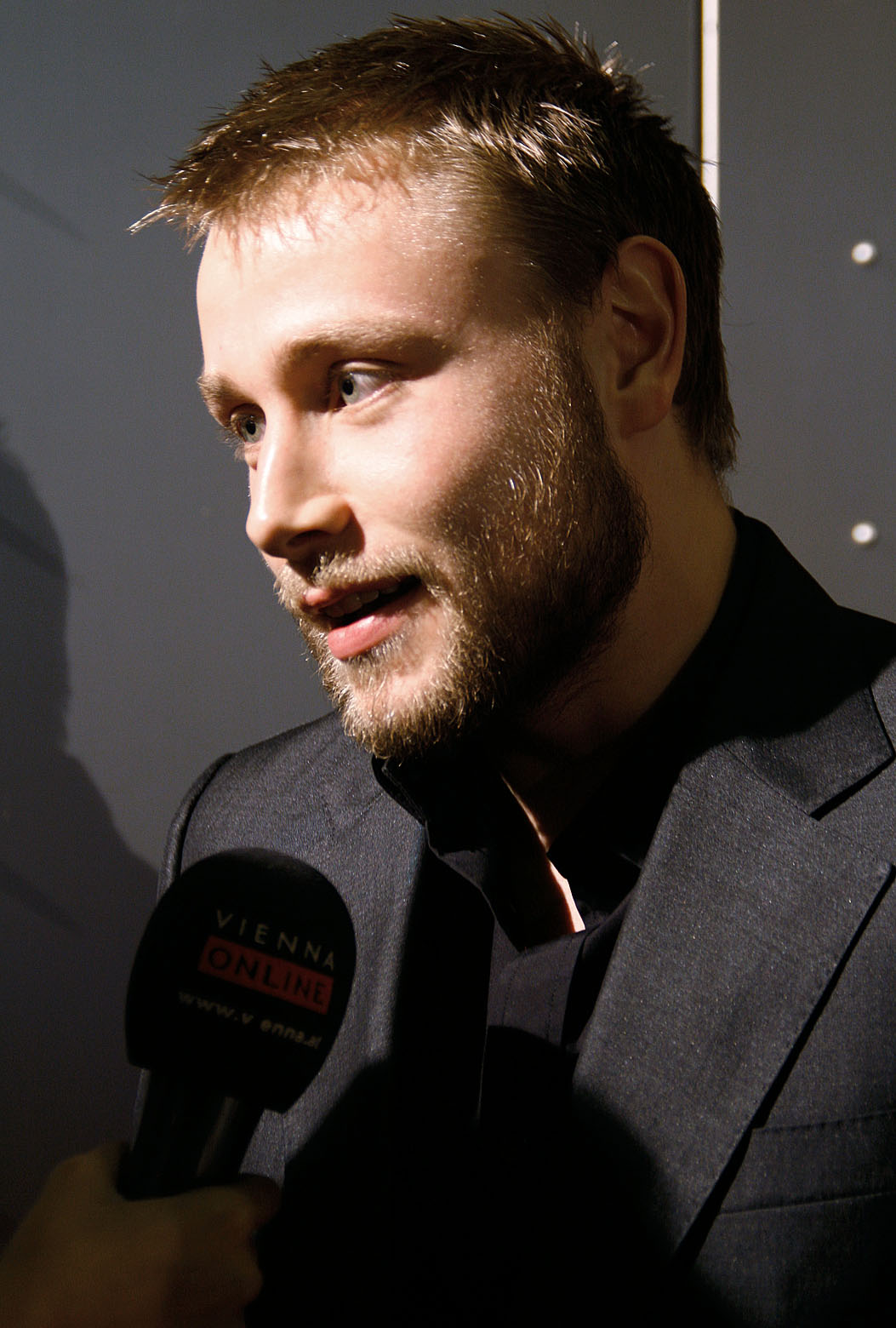
Max Riemelt à l'avant première de Nous sommes la nuit en 2010.

Il fait sa première apparition télévisée en 1997, où il joue un rôle secondaire dans le feuilleton en deux parties Eine Familie zum Küssen.
En 1998, il obtient le rôle principal dans la mini-série de Noël Zwei Allein produite par la chaîne de télévision allemande ZDF. Une bonne cinquantaine de productions pour la télévision et le cinéma s'ensuivent. En parallèle, Max Riemelt a pour objectif de passer son baccalauréat. En 2007, il interrompt ses études en cours et refuse de faire son service militaire pour se consacrer entièrement à sa carrière d'acteur. Il a un diplôme d'enseignement secondaire.
Max Riemelt est très marqué par sa collaboration avec le réalisateur Dennis Gansel. Après une première collaboration dans la comédie sur le passage à l'âge adulte Girls and Sex, Dennis Gansel offre à l'acteur le rôle principal dans son drame Napola – Elite für den Führer. Sa prestation lui permet de décrocher, en 2005, le prix de la meilleure interprétation masculine au Festival international du film de Karlovy Vary. Il est également élu Shooting Star allemande de la Berlinale 2005 par l'European Film Promotion (de). En 2008, le film La Vague de Dennis Gansel dans lequel Max Riemelt tient l'un des rôles principaux est sacré second meilleur film allemand de l'année. L'acteur interprète ensuite le rôle principal masculin dans deux autres films de Dennis Gansel : Nous sommes la nuit, film d'horreur de 2009, et Le Quatrième Pouvoir en 2012, dans lequel il joue aux côtés de Moritz Bleibtreu.

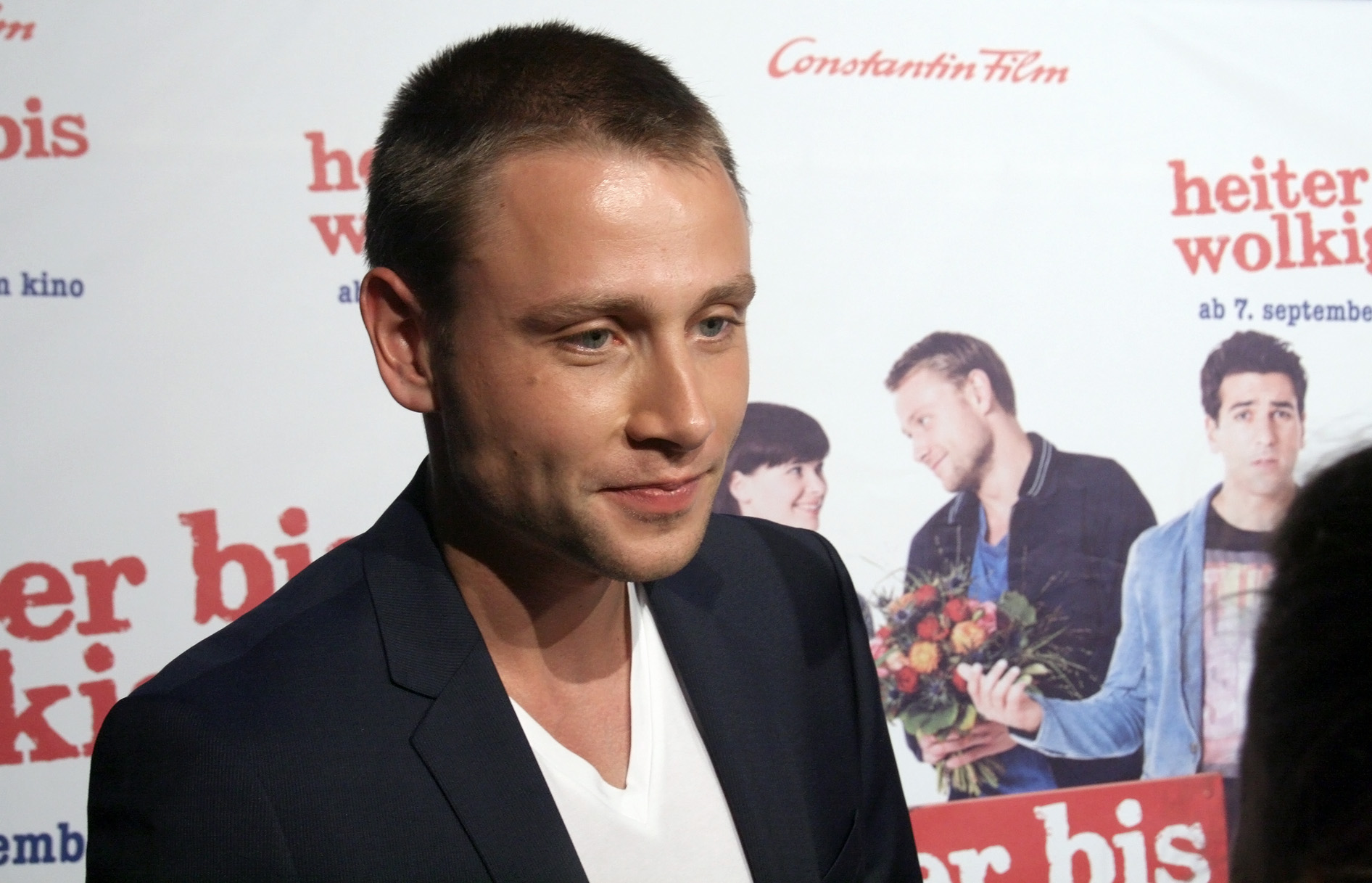
Max Riemelt à l'avant première de ' en 2012.

En 2006, l'acteur joue aux côtés de Jessica Schwarz dans le film dramatique Le Perroquet rouge, réalisé par Dominik Graf. Sa prestation est couronnée, la même année, par le Bayerischer Filmpreis (prix du film bavarois) dans la catégorie Meilleur espoir masculin. Dominik Graf et Max Riemelt poursuivent leur collaboration en 2008 avec le tournage du feuilleton policier Im Angesicht des Verbrechens (de).
En 2013, il est l'un des deux principaux acteurs du film Free Fall avec Hanno Koffler, souvent cité comme le « Brokeback Mountain allemand ». Ce film raconte une histoire d'amour compliquée entre deux militaires genre CRS. Une suite est prévue.
En 2015, Max Riemelt rejoint le casting international de la série américaine Sense8, écrite par les Wachowski et Joseph Michael Straczynski, en interprétant l'un des personnages principaux, Wolfgang Bogdanow.
En janvier 2020, il est annoncé au casting du quatrième volet de la saga Matrix, aux côtés de Keanu Reeves et Carrie-Anne Moss.

## Filmographie

### Cinéma

#### Longs métrages
- 2000 : Der Bär ist los de Dana Vávrová : Tom
- 2001 : Girls and Sex (Mädchen, Mädchen) de Dennis Gansel : Flin
- 2004 : Girls and Sex 2 (Mädchen, Mädchen 2) de Peter Gersina : Flin
- 2004 : Napola – Elite für den Führer de Dennis Gansel : Friedrich Weimer
- 2005 : Hallesche Kometen (de) de Susanne Irina Zacharias : Ingo
- 2006 : Le Perroquet rouge (Der Rote Kakadu) de Dominik Graf : Siggi
- 2007 : Paix meurtrière (Mörderischer Frieden) de Rudolf Schweiger : Charly
- 2008 : Up! Up! To the Sky de Hardi Sturm : Arnold
- 2008 : Lauf um Dein Leben – Vom Junkie zum Ironman (de) de Adnan G. Köse : Andreas Niedrig
- 2008 : La Vague (Die Welle) de Dennis Gansel : Marco
- 2008 : Tausend Ozeane de Luki Frieden : Meikel
- 2009 : 13 Semester (de) de Frieder Wittich : Momo
- 2010 : Nous sommes la nuit (Wir Sind Die Nacht) de Dennis Gansel : Tom
- 2011 : Urban Explorer d'Andy Fetscher : Kris
- 2011 : Playoff de Eran Riklis : Thomas
- 2011 : Tage, die bleiben (de) de Pia Strietmann : Lars
- 2012 : El amigo alemán de Jeanine Meerapfel : Friedrich Burg
- 2012 : Heiter bis wolkig (de) de Marco Petry : Tim
- 2012 : Le Quatrième Pouvoir (Die Vierte Macht) de Dennis Gansel : Dima
- 2012 : Du hast es versprochen (de) de Alex Schmidt : Marcus
- 2013 : Free Fall (Freier Fall) de Stephan Lacant : Kay Engel
- 2014 : Auf das Leben! (de) de Uwe Janson : Jonas
- 2014 : Insurrection (Miasto 44) de Jan Komasa : Johann Krauss
- 2015 : Refuge (Freistatt) de Marc Brummund : Bruder Krapp
- 2015 : Lichtgestalten de Christian Moris Müller
- 2015 : Amnesia de Barbet Schroeder : Jo Gellert, dit DJ Gello
- 2017 : Golem: The Return de Dominik Graf
- 2017 : Berlin Syndrome de Cate Shortland : Andi
- 2019 : Dans la gueule du loup de Josef Rusnak : Lutz Gehring
- 2021 : Matrix 4 de Lana Wachowski
- 2022 : Alle reden übers Wetter d'Annika Pinske : Marcel
- 2024 : La Belle Affaire ( 	Zwei zu Eins) de Natja Brunckhorst

#### Courts métrages
- 2004 : Sextasy de Yasemin Samdereli
- 2004 : Neuland de Stefan Hering
- 2005 : (Feinde) de Petr Novak : un soldat allemand
- 2008 : Die Zigarrenkiste de Matthias Klimsa : Tjark Evers
- 2008 : Die Schattenboxer de Petr Novak : un boxer
- 2010 : Sehsüchte: Underworld de Sönke Kirchhof : un jeune homme

### Télévision

#### Téléfilms
- 1997 : Eine Familie zum Küssen de Hans Werner
- 1999 : Weihnachtsmärchen – Wenn alle Herzen schmelzen de Johannes Fabrick : Lukas
- 2000 : Brennendes Schweigen de Friedemann Fromm : Schappi
- 2001 : Mein Vater und andere Betrüger de Christian von Castelberg : Robertino
- 2003 : Le Ticket du bonheur (Die Sonne anschreien) de Dirk Regel : Bjorn Michels
- 2005 : Les bas-fonts (Nachtasyl) de Hardi Sturm : Aljoscha
- 2006 : Le Naufrage du Pamir (Der Untergang der Pamir) de Kaspar Heidelbach (de) : Carl-Friedrich von Krempin
- 2007 : À la frontière (de) d'Urs Egger : Gefreiter Kerner
- 2011 : Schandmal – Der Tote im Berg de Thomas Berger : Thomas Hafner
- 2012 : Auslandseinsatz (de) de Till Endemann : Daniel Gerber
- 2013 : Der zweite Mann de Christopher Lenke et Philip Nauck : Adrian Davids
- 2013 : Blutgeld (de) de René Heisig : Ralf Seifert
- 2014 : Elly Beinhorn – Alleinflug (de) de Christine Hartmann : Bernd Rosemeyer
- 2015 : Storno: Todsicher versichert de Jan Fehse : Rupert Halmer

#### Séries télévisées
- 1998 : Zwei allein : Max
- 2002 : Alphateam – Die Lebensretter im OP (en) : Timo (1 épisode)
- 2003 : Wolff, police criminelle : Harald Bernhard (1 épisode)
- 2003 : En toute amitié (In aller Freundschaft) : Mirco Venske (1 épisode)
- 2003 : Alerte Cobra : Marcel Freese (1 épisode)
- 2004 : Balko : Ingo Grabowski (1 épisode)
- 2006 : Berlin section criminelle (Der Kriminalist) : Michael Bussig (1 épisode)
- 2010 : Face au crime : Marek Gorsky (10 épisodes)
- 2010 : Der Staatsanwalt (de) : Markus Pohl (1 épisode)
- 2010 : Mick Brisgau : Dennis Paschmann (1 épisode)
- 2015-2018 : Sense8 : Wolfgang Bogdanow (24 épisodes)
- 2019 : World on Fire : Schmidt (mini-série)
- 2023 : Sleeping dog (série Netflix) : Atlas (mini-série)

## Distinctions
- 2005 : Shooting Star allemande du Film européen
- 2006 : Bayerischer Filmpreis 2005, catégorie Meilleur espoir masculin, pour son rôle de Siggi dans le film Le Perroquet rouge
- 2007 : sixième Festival international du film de Marrakech: prix du Meilleur acteur
- 2008 : Undine Award (de) : Meilleur jeune acteur dans un rôle principal pour le film La Vague
- 2010 : Deutscher Fernsehpreis 2010 (de) (Prix de la télévision allemande), catégorie Performance remarquable dans une fiction, attribué aux acteurs du film Im Angesicht des Verbrechens: Marie Bäumer, Vladimir Burlakov (de), Alina Levshin, Marko Mandić (de), Mišel Matičević (de), Katharina Nesytowa (de), Max Riemelt et Ronald Zehrfeld (de)
- 2011 : prix Adolf-Grimme pour Im Angesicht des Verbrechens
- 2013 : prix du film Günter Rohrbach : Prix du maire pour son rôle dans Freier Fall, avec Hanno Koffler